# Ikke-transitive terninger
En mængde af terninger er ikke-transitiv, hvis den indeholder tre terninger, A, B og C, med den egenskab, at A giver et højere resultat end B ved mere end halvdelen af alle kast, B giver et højere resultat end C ved mere end halvdelen af alle kast, men hvor det ikke er sandt, at A giver højere resultat end C ved mere end halvdelen af alle kast. Med andre ord, en mængde terninger er ikke-transitiv, hvis relationen «giver et højere resultat end i mere end halvdelen af alle kast» ikke er transitiv.
Det er muligt at finde mængder af terninger med den stærkere egenskab, at for hver terning i mængden er der en anden terning i mængden som ved kast giver et højere resultat i mere end halvdelen af alle kast. Ved at bruge et sådant sæt terninger, er det muligt at finde på spil, som er partiske på måder, som folk uden erfaring med ikke-transitive terninger ikke ville forvente. (Se eksempel).

## Eksempler
Se på følgende sæt terninger:
- Terning A har siderne 2, 2, 4, 4, 9, 9.
- Terning B har siderne 1, 1, 6, 6, 8, 8.
- Terning C har siderne 3, 3, 5, 5, 7, 7.

Sandsynligheden for at A giver et højere kast end B, sandsynligheden for at B giver et højere kast end C, og sandsynligheden for at C giver et højere kast end A er alle lig 5/9, sådan at dette sæt terninger er ikke-transitivt. Faktisk har dette sæt den stærkere egenskab, at for hver terning i sættet er der en anden terning, som giver højere kast i mere end halvdelen af alle kast.
Lad os nu se på følgende spil, som spilles med et sæt terninger.
1. Den første spiller vælger en terning fra sættet.
2. Den anden spiller vælger en af de resterende terninger.
3. Begge spillere kaster med deres terning, spilleren med flest øjne vinder.

Hvis dette spil spilles med et sæt transitive (almindelige) terninger, så er det enten et retfærdigt spil eller partisk til fordel for den første spiller, fordi den første spiller altid kan finde en terning, som ikke bliver slået af nogen anden terning i mere end halvdelen af alle kast. Hvis spillet derimod spilles med terningsættet fra ovenstående eksempel, så er det partisk til fordel for den anden spiller, fordi denne altid kan finde en terning, som slår terningen valgt af spiller 1 i mere end halvdelen af alle kast.

## Variationer af ikke-transitive terninger

### Efrons terninger
Efrons terninger er et sæt af fire ikke-transitive terninger opfundet af Bradley Efron.
De fire terninger A, B, C og D har følgende antal øjne på deres seks sider:
- A: 4, 4, 4, 4, 0, 0
- B: 3, 3, 3, 3, 3, 3
- C: 6, 6, 2, 2, 2, 2
- D: 5, 5, 5, 1, 1, 1

#### Sandsynligheder
Hver af terningerne i sættet slås af den foregående terning i listen med en sandsynlighed lig 2/3: :{\displaystyle P(A>B)=P(B>C)=P(C>D)=P(D>A)={2 \over 3}}
Terning B har et konstant antal øjne; A slår den i 2/3 af kastene, fordi fire af dens seks sider har flere øjne.
Tilsvarende slår B C med en sandsynlighed på 2/3, fordi kun to af C's sider har flere øjne.
P(C>D) kan beregnes ved at summere betingede sandsynligheder for to hændelser:
- C kaster 6 (sandsynlighed 1/3); vinder uanset D (sandsynlighed 1)
- C kaster 2 (sandsynlighed 2/3); vinder kun, hvis D kaster 1 (sandsynlighed 1/2)

Den totale sandsynlighed for at C vinder er derfor
{\displaystyle \left({1 \over 3}\times 1\right)+\left({2 \over 3}\times {1 \over 2}\right)={2 \over 3}}
Med en tilsvarende beregning finder vi sandsynligheden for at D vinder over A som
{\displaystyle \left({1 \over 2}\times 1\right)+\left({1 \over 2}\times {1 \over 3}\right)={2 \over 3}}

#### Den totalt set bedste terning
De fire terninger har forskellige sandsynligheder for at slå en terning valgt tilfældigt blandt de resterende tre:
Som vist ovenfor, vil terning A slå B i to tredjedele af kastene, men den slår kun D i en tredjedel af kastene. Sandsynligheden for at A slår C er 4/9 (A skal vise 4 og C skal vise 2). Så sandsynligheden for at A slår en anden tilfældig valgt terning er: :{\displaystyle {1 \over 3}\times \left({2 \over 3}+{1 \over 3}+{4 \over 9}\right)={13 \over 27}}
Tilsvarende vil terning B slå C i to tredjedele af kastene men kun slå A i en tredjedel af kastene. Sandsynligheden for at B slår D er 1/2 (kun når D kaster 1). Så sandsynligheden for at B slår en tilfældig valgt anden terning er: :{\displaystyle {1 \over 3}\times \left({2 \over 3}+{1 \over 3}+{1 \over 2}\right)={1 \over 2}}
C slår D i to tredjedele af kastene men slår kun B i en tredjedel af kastene. Sandsynligheden for at C slår A er 5/9. Så sandsynligheden for at C skal slå en tilfældig valgt anden terning er:
{\displaystyle {1 \over 3}\times \left({2 \over 3}+{1 \over 3}+{5 \over 9}\right)={14 \over 27}}
Endelig så vil D slå A i to tredjedele af kastene men kun slå C i en tredjedel af kastene. Sandsynligheden for at C slår B er 1/2 (kun når D kaster 5). Så sandsynligheden for at D slår en anden tilfældig valgt terning er: :{\displaystyle {1 \over 3}\times \left({2 \over 3}+{1 \over 3}+{1 \over 2}\right)={1 \over 2}}
Derfor er den bedste terning totalt set C med en gevinstsandsynlighed på 0,5185. C kaster også det højeste antal øjne i gennemsnit, 3 1/3. (A's gennemsnit er 2 2/3, mens B's og D's begge er nøjagtig 3.)

#### Varianter med ens gennemsnit
Læg mærke til, at Efrons terninger har forskelligt antal øjne i gennemsnit: gennemsnittet for A er 8/3, mens B og D begge har 3 øjne i gennemsnit, og C har 10/3. Den ikke-transitive egenskab afhænger af hvilke sider, der er mindre eller større, men afhænger ikke af det absolutte antal øjne på siderne. Så vi kan finde varianter af Efrons terninger hvor oddsene for at vinde er uændret, men alle terningerne har samme gennemsnitligt antal øjne. For eksempel,
- A: 6, 6, 6, 6, 0, 0
- B: 4, 4, 4, 4, 4, 4
- C: 8, 8, 2, 2, 2, 2
- D: 7, 7, 7, 1, 1, 1

eller
- A: 7, 7, 7, 7, 1, 1
- B: 5, 5, 5, 5, 5, 5
- C: 9, 9, 3, 3, 3, 3
- D: 8, 8, 8, 2, 2, 2

Disse terningevarianter er nyttige, for eksempel for at introducere forskellige måder at sammenligne stokastiske variable på (eller hvordan man ved bare at sammenligne gennemsnit kan overse essentielle detaljer).

### Terninger med antal øjne fra 1 op til 24
Et sæt på fire terninger som bruger alle tallene fra 1 op til 24 kan konstrueres som ikke-transitivt. For nabopar vil en terning vinde tilnærmelsesvist 2 af 3 gange.
For at kaste højt, så vil B slå A, C slå B, D slå C, mens A slår D.
- A: 1, 2, 16, 17, 18, 19
- B: 3, 4, 5, 20, 21, 22
- C: 6, 7, 8, 9, 23, 24
- D: 10, 11, 12, 13, 14, 15

#### Relation til Efrons terninger
Disse terninger er grundlæggende de samme som Efrons terninger, eftersom hvert tal i en rækkefølge af på hinanden følgende tal på samme terning kan erstattes med det laveste tal i rækkefølgen, og derefter renummerere.
- A: 1, 2, 16, 17, 18, 19 -> 1, 1, 16, 16, 16, 16 -> 0, 0, 4, 4, 4, 4
- B: 3, 4, 5, 20, 21, 22 -> 3, 3, 3, 20, 20, 20 -> 1, 1, 1, 5, 5, 5
- C: 6, 7, 8, 9, 23, 24 -> 6, 6, 6, 6, 23, 23 -> 2, 2, 2, 2, 6, 6
- D: 10, 11, 12, 13, 14, 15 -> 10, 10, 10, 10, 10, 10 -> 3, 3, 3, 3, 3, 3

### Miwins terninger
Miwin's terninger blev opfundet i 1975 af fysikeren Michael Winkelmann.
Lad os betragte et sæt på tre terninger, III, IV og V, hvor
- terning III har siderne 1, 2, 5, 6, 7, 9
- terning IV har siderne 1, 3, 4, 5, 8, 9
- terning V har siderne 2, 3, 4, 6, 7, 8

Så vil:
- sandsynligheden for at III kaster højere end IV være 17/36
- sandsynligheden for at IV kaster højere end V være 17/36
- sandsynligheden for at V kaster højere end III være 17/36

### Sæt på tre terninger med minimale ændringer i forhold til standardterninger
De følgende ikke-transitive terninger adskiller sig kun på få punkter fra almindelige standardterninger med 1, 2, 3, 4, 5, 6 øjne:
- ligesom på standardterninger er det samlede antal øjne altid 21
- ligesom på standardterninger varierer antallet af øjne på siderne mellem 1 og 6
- sider med samme antal øjne forekommer maksimalt to gange per terning
- kun to sider på hver terning har et antal øjne som adskiller sig fra standardterninger:
  - A: 1, 1, 3, 5, 5, 6
  - B: 2, 3, 3, 4, 4, 5
  - C: 1, 2, 2, 4, 6, 6

Ligesom ved Miwins sæt, er sandsynligheden for at A vinder over B (eller B vs. C, C vs. A) 17/36. Men sandsynligheden for uafgjort er 4/36, sådan at man kun taber med 15 ud af 36 kast. Derfor er den totale gevinstforventning højere.

## Freivalds' undersøgelser
Mængden af ikke-transitive terninger blev undersøgt af den lettiske matematiker og informatiker Rusins Freivalds. Han viste, at hvis der er en mængde på n terninger, og hver terning kan slå den næste med en sandsynlighed på p, så kan p være vilkårligt nær (men ikke lig) 3/4=0,75, når n går mod uendeligt.

## Warren Buffett
Warren Buffett er kendt som fan af ikke-transitive terninger. I bogen Fortune's Formula: The Untold Story of the Scientific Betting System that Beat the Casinos and Wall Street, beskrives der en diskussion mellem ham og Edward Thorp. Buffett og Thorp diskuterer deres fælles interesse for ikke-transitive terninger. "Disse er en matematisk kuriositet, en slags snydeterninger, som forvirrer de fleste folks forestillinger om sandsynlighed."
Buffett prøvede en gang at vinde et slags terningespil mod Bill Gates ved at bruge ikke-transitive terninger. "Buffett foreslog, at hver af dem valgte en af terningerne, for så at lægge resten væk. De vil så vædde om, hvem der kaster højest flest gange. Buffett tilbød Gates at vælge terning først. Dette tilbud vakte med det samme Gates' mistænksomhed. Han krævede først at få lov til at undersøge terningerne, hvorefter han krævede, at Buffett valgte først. "
I 2010 citerede Wall Street Journal Buffett's bridgepartner Sharon Osberg, som fortalte, at da hun første gang besøgte hans kontor 20 år tidligere, overtalte han hende til at spille et spil med ikke-transitive terninger, hvor det var umuligt at vinde. Hun "syntes, det var mægtig underholdende."

## Sæt med ikke-transitive terninger for tre spillere
Oskar van Deventer indførte et sæt på syv terninger (hvor alle sider har sandsynligheden 1/6) som følger:
- A: 2, 2, 14, 14, 17, 17
- B: 7, 7, 10, 10, 16, 16
- C: 5, 5, 13, 13, 15, 15
- D: 3, 3, 9, 9, 21, 21
- E: 1, 1, 12, 12, 20, 20
- F: 6, 6, 8, 8, 19, 19
- G: 4, 4, 11, 11, 18, 18

Man kan verificere, at A slår B,C,E; B slår C,D,F; C slår D,E,G; D slår A, E, F; E slår B, F, G; F slår A, C, G; G slår A, B, D. Følgelig er der for hvilke som helst to terninger en tredje, som slår begge. Vi finder,
- G slår A,B; F slår A,C; G slår A,D; D slår A, E; D slår A,F; F slår A,G;
- A slår B,C; G slår B,D; A slår B,E; E slår B,F; E slår B,G;
- B slår C,D; A slår C,E; B slår C,F; F slår C,G;
- C slår D,E; B slår D,F; C slår D,G;
- D slår E,F; C slår E,G;
- E slår F,G.

Uanset hvilke terninger de to modspillere vælger, kan den tredje spiller finde en terning, som slår begge.

## Ikke-transitive dodekaedre
Som en analogi til ikke-transitive seks-sidede terninger findes der også dodekaedre som kan bruges som ikke-transitive terninger.
Antallet af øjne på hver av disse terninger har summen 114. Ingen tal gentages på nogen af dodekaedrene.
Miwins dodekaedre (sæt 1) vinder cyklisk mod hinanden med odds 35:34.
Miwins dodekaedre (sæt 2) vinder cyklisk mod hinanden med odds på 71:67.
Sæt 1:
| D III | med blå øjne   | 1 | 2 |   |   | 5 | 6 | 7 |   | 9 | 10 | 11 |    |    | 14 | 15 | 16 |    | 18 |
| D IV  | med røde øjne  | 1 |   | 3 | 4 | 5 |   |   | 8 | 9 | 10 |    | 12 | 13 | 14 |    |    | 17 | 18 |
| D V   | med sorte øjne |   | 2 | 3 | 4 |   | 6 | 7 | 8 |   |    | 11 | 12 | 13 |    | 15 | 16 | 17 |    |

|  |  |  |

Sæt 2:
| D VI   | med gule øjne   | 1 | 2 | 3 | 4 |   |   |   |   | 9 | 10 | 11 | 12 | 13 | 14 |    |    | 17 | 18 |
| D VII  | med hvide øjne  | 1 | 2 |   |   | 5 | 6 | 7 | 8 | 9 | 10 |    |    |    |    | 15 | 16 | 17 | 18 |
| D VIII | med grønne øjne |   |   | 3 | 4 | 5 | 6 | 7 | 8 |   |    | 11 | 12 | 13 | 14 | 15 | 16 |    |    |

|  |  |  |

### Ikke-transitive primiske dodekaedre
Det er også muligt at konstruere sæt af ikke-transitive dodekaedre uden gentagne antal øjne, hvor antallet af øjne på hver side altid er et primtal. Miwins primiske ikke-transitive dodekaedre vinder cyklisk mod hinanden med odds på 35:34.
Sæt 1: Antal øjne med en sum på 564.
| PD 11 | med blå tal   | 13 | 17 | 29 | 31 | 37 | 43 | 47 | 53 | 67 | 71 | 73 | 83 |
| PD 12 | med røde tal  | 13 | 19 | 23 | 29 | 41 | 43 | 47 | 59 | 61 | 67 | 79 | 83 |
| PD 13 | med sorte tal | 17 | 19 | 23 | 31 | 37 | 41 | 53 | 59 | 61 | 71 | 73 | 79 |

|  |  |  |

Sæt 2: Antal øjne med en sum på 468.
| PD 1 | med gule tal   | 7  | 11 | 19 | 23 | 29 | 37 | 43 | 47 | 53 | 61 | 67 | 71 |
| PD 2 | med hvide tal  | 7  | 13 | 17 | 19 | 31 | 37 | 41 | 43 | 59 | 61 | 67 | 73 |
| PD 3 | med grønne tal | 11 | 13 | 17 | 23 | 29 | 31 | 41 | 47 | 53 | 59 | 71 | 73 |

|  |  |  |